# 貝瑟妮·巴爾瑟
貝瑟妮·凱瑟琳·巴爾瑟（英語：Bethany Catherine Balcer，1997年3月7日—）是美國職業女子足球運動員，司職前鋒，現效力國家女子足球聯賽球隊路易維爾競技。
巴爾瑟大學時期效力於斯普林阿伯大學的足球隊，她曾代表學校參加全國大學校際體育協會（NAIA）女子足球錦標賽獲得兩屆冠軍和一屆亞軍（2015至2017年），個人獲得3次年度最佳球員並入選4次全國最佳陣容，且是該校的最佳射手。巴爾瑟並非以參加選秀大會進入國家女子足球聯賽球隊，她於2019年受邀參加西雅圖君主的季前訓練營，隨後該隊以補充球員的名義簽下巴爾瑟。她是首位出身NAIA球隊的國家女子足球聯賽球員。巴爾瑟在效力西雅圖君主的6個賽季中曾獲得2022年例行賽冠軍，並於2019年被提名為年度最佳新秀。

## 國家隊生涯
巴爾瑟於2019年12月首次獲得美國國家女子足球隊徵召。2021年11月26日，她在對陣澳大利亞的友誼賽完成國家隊首秀，她是首位出身NAIA球隊的美國成年國家隊球員。巴爾瑟也曾代表美國U23國家隊參加比賽。

## 外部連結
- Soccerway資料庫：貝瑟妮·巴爾瑟
- 貝瑟妮·巴爾瑟在斯普林阿伯美洲獅女子足球隊
- 貝瑟妮·巴爾瑟在國家女子足球聯賽
- 貝瑟妮·巴爾瑟 （页面存档备份，存于）在西雅圖君主